# Інцидент 1873 року
Інцидент 1873 року (яп. 明治六年政変, めいじろくねんせいへん, мейдзі рокунен сейхен, «Інцидент 6 року Мейдзі») — масова відставка членів японського уряду в період Мейдзі. Відбулася 24 — 25 жовтня 1873. Спричинена поразкою урядової групи Сайґо Такаморі та Ітаґакі Тайсуке в ході дебатів про завоювання Кореї. Імператорський уряд покинули половина Імператорських радників, усі військові та близько 600 чиновників державного апарату різних рівнів. Після відставки частина опозиціонерів підняла збройні повстання проти уряду, найбільшим з яких було Сацумське повстання 1877 року, а інша частина взяла учась у громадському русі за волю і народні права, що вимагав скликання всенародного Парламенту. Відставка сприяла консолідації уряду, який зосередився на розвитку японської економіки.